# Лёнер-Беда, Фриц
Фриц Лёнер-Бе́да (нем. Fritz Löhner-Beda, 1883—1942) — австрийский либреттист, поэт и писатель. Погиб в нацистском концлагере Освенцим III Моновиц.
Автор либретто ряда оперетт, в том числе на музыку Франца Легара и Пала Абрахама. Некоторые его песни (например, классическое танго «О донна Клара» на музыку Ежи Петерсбурского) остаются популярными до сегодняшнего дня. В 1934 году был избран вице-президентом Австрийского общества авторов, композиторов и издателей музыки. В честь писателя в 1960 году была названа венская улица Лёнергассе (район Майдлинг).

## Биография
Лёнер-Беда родился в 1883 году в городе Вильденшверт (тогда Австро-Венгрия, ныне Усти-над-Орлици, Чехия), в еврейской семье. При рождении он получил имя Бедржих Лёви (Bedřich Löwy). В 1888 году его семья переехала в Вену, и в 1896 году он изменил своё имя на более немецкое Фридрих (Фриц) Лёнер. После школы Лёнер поступил на юридический факультет Венского университета. По окончании университета работал некоторое время юристом, но в 1910 году решил стать писателем и взял себе псевдоним Бе́да, сокращённый вариант его чешского имени Бедржих.
Первое время Лёнер выступал в основном как журналист, писал скетчи, сатирические зарисовки, стихи. В 1913 году он встретил Франца Легара, для которого написал либретто оперетты «Звездочёт». В конце Первой мировой войны (1918) Лёнер-Беда был призван на военную службу, которая продолжалась недолго.
В 1918 году Лёнер-Беда женился на Анне Аксельради, у них родился сын Бруно. В 1925 году брак распался, и Лёнер-Беда женился на Хелене Йеллинек, у них родились две дочери: Лизелотта и Эвамария. Семья жила в венском Йозефштадте, Ланге Гассе 46.
В 1920-е годы Лёнер-Беда стал одним из самых востребованных либреттистов и поэтов в Вене. Для Легара он написал популярные оперетты «Фридерика» (1928), «Страна улыбок» (1929) и (совместно с Паулем Кнеплером) «Джудитта» (1934). Вместе со своим другом Альфредом Грюнвальдом Лёнер написал три либретто оперетт для Пала Абрахама: «Виктория и её гусар» (1930), «Цветок Гавайев» (1931) и (главный шедевр Абрахама) «Бал в Савойе» (1932).
В апреле 1938 года, почти сразу после национал-социалистического аншлюса Австрии, Фриц Лёнер-Беда был арестован и депортирован в концлагерь Дахау. 23 сентября 1938 года он был переведен в концлагерь Бухенвальд. Там он и другой узник, композитор Герман Леопольди, в конце 1938 года, написали знаменитую «Песню о Бухенвальде», где выражалась надежда на освобождение.
Есть сведения, что Легар пытался получить у Гитлера гарантии безопасности для Лёнер-Беды, но безуспешно. 17 октября 1942 года писатель был депортирован в концентрационный лагерь Освенцим/Моновиц. Обстоятельства его смерти 4 декабря 1942 года описаны в книге Рауля Хильберга «The Destruction of the European Jews»: в ходе очередной проверки больной Лёнер-Беда был наказан «за недостаточное усердие в работе» и избит до смерти. Лагерный капо Йозеф Виндек, обвинённый в этом убийстве, в 1968 году попал под суд в Германии, но был признан невиновным за недостатком доказательств.
31 августа 1942 года Хелена и дочери Лёнер-Беды, тринадцати и четырнадцати лет, были депортированы в Белоруссию и убиты 5 сентября 1942 года в лагере смерти Малый Тростенец в газовой камере.

## Творчество

### Либретто оперетт
- Der fromme Silvanus (1910, композитор: Leo Ascher
- Rampsenit (1910, композитор: Leo Ascher)
- Das Salonfräulein (1910, композитор: Leo Ascher)
- Die keusche Suzanne (1910, композитор: Leo Ascher)
- Das verdeckte Gesicht (1912)
- Entente Cordiale (1912)
- So wird's gemacht (1913, соавтор: Robert Blum, композитор: Richard Haller)
- Звездочёт (1916, композитор: Франц Легар)
- Ich hab’ mein Herz in Heidelberg verloren (1927, соавторы: Ernst Neubach, Bruno Hardt-Warden, композитор: Fred Raymond)
- Фридерика (1928, композитор: Франц Легар)
- Страна улыбок (1929, композитор: Франц Легар)
- Виктория и её гусар (1930 соавтор: Альфред Грюнвальд, композитор: Пал Абрахам)
- Frühling im Wienerwald (1930, соавтор: Fritz Lunzer, композитор: Leo Ascher)
- Schön ist die Welt (1930, композитор: Франц Легар)
- Цветок Гавайев (1931, соавтор: Альфред Грюнвальд, композитор: Пал Абрахам)
- Бал в Савойе (1932, соавтор: Альфред Грюнвальд, композитор: Пал Абрахам)
- Rosen im Schnee (1932/33, соавтор: Bruno Hardt-Warden, композиторы: Heinrich Strecker, Oskar Jascha)
- Die Katz` im Sack! (1933, композитор: Michael Eisemann)
- Джудитта (1934 соавтор: Paul Knepler, композитор: Франц Легар)
- Märchen im Grand-Hotel, (1934, соавтор: Альфред Грюнвальд, композитор: Пал Абрахам)
- Der Prinz von Schiras, (1934, соавтор: Ludwig Herzer, композитор: Joseph Beer)
- Dschainah, das Mädchen aus dem Tanzhaus (1935 соавтор: Альфред Грюнвальд, композитор: Пал Абрахам)
- Auf der grünen Wiese (1936, соавтор: Hugo Wiener, композитор: Jara Beneš)
- Die polnische Hochzeit (1937, соавтор: Alfred Grünwald, композитор: Joseph Beer)

### Известные песни
Среди самых известных песен, для которых он написал тексты:
- In der Bar zum Krokodil, композитор: Willy Engel-Berger
- Du schwarzer Zigeuner, танго, вариант песни Cikánka Карела Вачека.
- Drunt' in der Lobau, композитор: Генрих Штрекер
- Ausgerechnet Bananen, вариант американской песни «Yes! We Have No Bananas»
- Ich hab’ mein Herz in Heidelberg, композитор: Фред Раймонд[англ.]
- Oh, Donna Clara, танго, композитор: Ежи Петерсбурский
- Wo sind deine Haare, August?, фокстрот Рихарда Фалля
- Was machst du соавтор: dem Knie, lieber Hans?, пасодобль Рихарда Фалля
- Dein ist mein ganzes Herz из оперетты Легара Страна улыбок
- Freunde, das Leben ist lebenswert из оперетты Легара Джудитта
- Meine Lippen, sie küssen so heiß из оперетты Легара Джудитта

### Экранизации оперетт Лёнера-Беды
- Страна улыбок, режиссёр Max Reichmann (Германия, 1930)
- Виктория и её гусар, режиссёр Рихард Освальд (Германия, 1931)
- Фридерика, режиссёр Fritz Friedmann-Frederich|de (Германия, 1932)
- Цветок Гавайев, режиссёр Рихард Освальд (Германия, 1933)
- Бал в Савойе, режиссёр Стив Секели (Австрия, 1935)
- The Student's Romance, режиссёр Otto Kanturek (Великобритания, 1935)
- Dschainah, das Mädchen aus dem Tanzhaus, режиссёр Vilmos Gyimes (Австрия, 1935)
- Бал в Савойе, режиссёр Victor Hanbury (Великобритания, 1936)
- I Lost My Heart in Heidelberg, режиссёр Ernst Neubach (ФРГ, 1952)
- Страна улыбок, режиссёры Hans Deppe, Erik Ode (ФРГ, 1952)
- Цветок Гавайев, режиссёр Géza von Cziffra (ФРГ, 1953)
- Виктория и её гусар, режиссёр Rudolf Schündler (ФРГ, 1954)
- Бал в Савойе, режиссёр Paul Martin (ФРГ, 1955)
- Schön ist die Welt, режиссёр Геза фон Больвари (ФРГ, 1957)

### Сценарии кинофильмов
- Lasset die Kleinen zu mir kommen, режиссёр Max Neufeld (Австрия, 1920)
- Freut euch des Lebens, режиссёры Luise Fleck, Jacob Fleck (Австрия, 1920)
- Anita, режиссёры Luise Fleck, Jacob Fleck (Австрия, 1920)
- Großstadtgift, режиссёры Luise Fleck, Jacob Fleck (Австрия, 1920)
- Der Leiermann, режиссёры Luise Fleck, Jacob Fleck (Австрия, 1920)
- Eva, die Sünde, режиссёры Luise Fleck, Jacob Fleck (Австрия, 1920)
- Eine Million Dollar, режиссёры Luise Fleck, Jacob Fleck (Австрия, 1921)
- Sein Lebenslicht, режиссёр Max Neufeld (Австрия, 1921)
- Olga Frohgemut, режиссёры Luise Fleck, Jacob Fleck (Австрия, 1922)
- Six Girls and a Room for the Night, режиссёр Hans Behrendt (Германия, 1928)
- Fra Diavolo, режиссёр Mario Bonnard (1931, немецкая адаптация франко-итальянского сценария)
- Er und sein Diener, режиссёр Стив Секели (1931, немецкая адаптация венгерского сценария)